# Saubrigues
Saubrigues (gaskonsko Saubrigas) je naselje in občina v francoskem departmaju Landes regije Akvitanije. Naselje je leta 2009 imelo 1.356 prebivalcev.

## Geografija
Kraj leži v pokrajini Gaskonji 29 km jugozahodno od Daxa.

## Uprava
Občina Saubrigues skupaj s sosednjimi občinami Bénesse-Maremne, Capbreton, Josse, Labenne, Orx, Saint-Jean-de-Marsacq, Sainte-Marie-de-Gosse, Saint-Martin-de-Hinx, Saint-Vincent-de-Tyrosse in Saubion sestavlja kanton Saint-Vincent-de-Tyrosse s sedežem v Saint-Vincentu. Kanton je sestavni del okrožja Dax.

## Zanimivosti
- cerkev sv. Petra iz 12. stoletja;

## Pobratena mesta
- Le Ferré / Ferred (Ille-et-Vilaine, Bretanja);